# Fontenay-en-Parisis
Fontenay-en-Parisis és un municipi francès, situat al departament de Val-d'Oise i a la regió de Illa de França. L'any 2007 tenia 1.925 habitants.
Forma part del cantó de Fosses, del districte de Sarcelles i de la Comunitat d'aglomeració Roissy Pays de France.

## Demografia

### Població
El 2007 la població de fet de Fontenay-en-Parisis era de 1.925 persones. Hi havia 599 famílies, de les quals 92 eren unipersonals (36 homes vivint sols i 56 dones vivint soles), 125 parelles sense fills, 330 parelles amb fills i 52 famílies monoparentals amb fills.
La població ha evolucionat segons el següent gràfic:
Habitants censats

### Habitatges
El 2007 hi havia 647 habitatges, 616 eren l'habitatge principal de la família, 5 eren segones residències i 25 estaven desocupats. 573 eren cases i 70 eren apartaments. Dels 616 habitatges principals, 506 estaven ocupats pels seus propietaris, 98 estaven llogats i ocupats pels llogaters i 12 estaven cedits a títol gratuït; 18 tenien una cambra, 37 en tenien dues, 67 en tenien tres, 136 en tenien quatre i 357 en tenien cinc o més. 520 habitatges disposaven pel capbaix d'una plaça de pàrquing. A 246 habitatges hi havia un automòbil i a 321 n'hi havia dos o més.

### Piràmide de població
La piràmide de població per edats i sexe el 2009 era:
| Homes | Edats   | Dones |
| ----- | ------- | ----- |
| 0     | 95 o +  | 0     |
| 0     | 90 a 94 | 28    |
| 0     | 85 a 89 | 40    |
| 12    | 80 a 84 | 32    |
| 12    | 75 a 79 | 24    |
| 4     | 70 a 74 | 24    |
| 40    | 65 a 69 | 28    |
| 28    | 60 a 64 | 24    |
| 32    | 55 a 59 | 52    |
| 56    | 50 a 54 | 64    |
| 60    | 45 a 49 | 60    |
| 100   | 40 a 44 | 56    |
| 88    | 35 a 39 | 88    |
| 20    | 30 a 34 | 32    |
| 52    | 25 a 29 | 48    |
| 48    | 20 a 24 | 36    |
| 100   | 15 a 19 | 52    |
| 100   | 10 a 14 | 76    |
| 40    | 5 a 9   | 48    |
| 20    | 0 a 4   | 36    |

## Economia
El 2007 la població en edat de treballar era de 1.285 persones, 1.008 eren actives i 277 eren inactives. De les 1.008 persones actives 943 estaven ocupades (501 homes i 442 dones) i 64 estaven aturades (31 homes i 33 dones). De les 277 persones inactives 61 estaven jubilades, 147 estaven estudiant i 69 estaven classificades com a «altres inactius».

### Ingressos
El 2009 a Fontenay-en-Parisis hi havia 600 unitats fiscals que integraven 1.816,5 persones, la mediana anual d'ingressos fiscals per persona era de 23.411 €.

### Activitats econòmiques
Dels 77 establiments que hi havia el 2007, 3 eren d'empreses de fabricació de material elèctric, 4 d'empreses de fabricació d'altres productes industrials, 21 d'empreses de construcció, 11 d'empreses de comerç i reparació d'automòbils, 6 d'empreses de transport, 4 d'empreses d'hostatgeria i restauració, 2 d'empreses d'informació i comunicació, 4 d'empreses financeres, 2 d'empreses immobiliàries, 10 d'empreses de serveis, 8 d'entitats de l'administració pública i 2 d'empreses classificades com a «altres activitats de serveis».
Dels 20 establiments de servei als particulars que hi havia el 2009, 1 era una oficina de correu, 3 paletes, 6 guixaires pintors, 3 fusteries, 3 lampisteries, 2 electricistes i 2 restaurants.
L'any 2000 a Fontenay-en-Parisis hi havia 6 explotacions agrícoles.

## Equipaments sanitaris i escolars
El 2009 hi havia 1 escola maternal i 1 escola elemental.

## Poblacions més properes
El següent diagrama mostra les poblacions més properes.